# Stade central (Almaty)
Le Stade central (en kazakh : Алматы Орталық стадионы) est un stade multifonction à Almaty, au Kazakhstan. Il est principalement utilisé pour les matches de football et abrite notamment le club du Kaïrat Almaty. Il sert aussi pour les matches à domicile de l'équipe du Kazakhstan de football.

## Histoire
La construction du complexe sportif abritant le stade prend place sur une période de près de douze années entre 1955 et 1967. L'enceinte en elle-même, d'une capacité de 30 000 places entre en service au mois d'août 1958. Elle devient dès lors le domicile de l'équipe locale du Kaïrat Almaty qui participe régulièrement au championnat soviétique de première division. Après l'indépendance du Kazakhstan au début des années 1990, le Stade central accueille aussi régulièrement les matchs de l'équipe nationale
En 1997, le stade est entièrement rénové, avec notamment le remplacement des places en bois par des sièges en plastique s'accompagnant d'une réduction de la capacité à 23 804 personnes.
L'enceinte connaît une nouvelle rénovation en 2009 en préparation des Jeux asiatiques d'hiver de 2011, qui voit cette fois le remplacement de la pelouse en gazon naturel par une pelouse hybride et l'installation d'un système de chauffage et arrosage automatisés. Des travaux ultérieurs lui permettent d'obtenir le statut de stade de catégorie 4 par l'UEFA.

## Événements
Championnat du monde de bandy 2012, les groupes B et C.

## Galerie

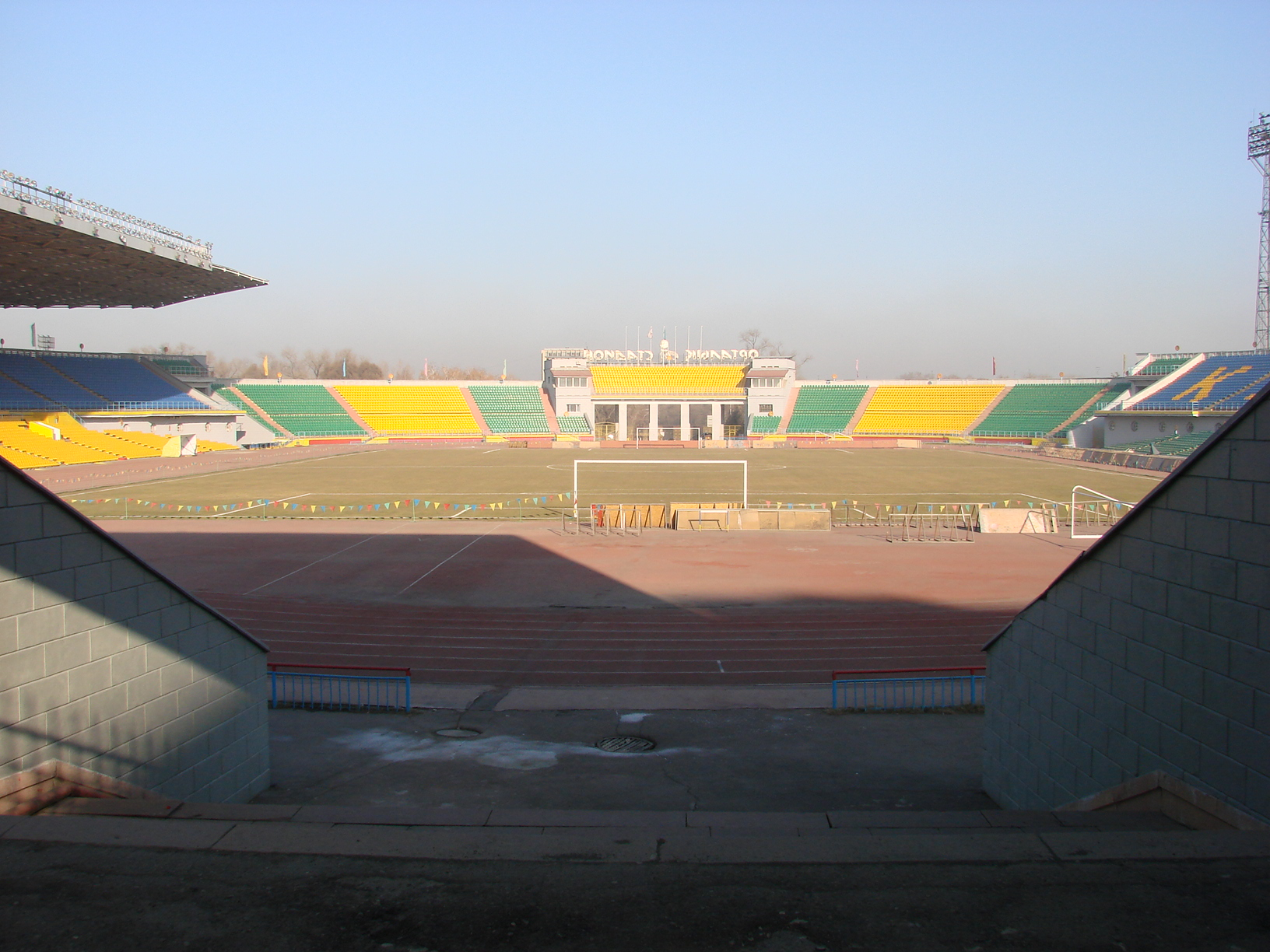